# Melrose Bickerstaff
Melissa Rose Bickerstaff  (professionellt känd som Melrose), född 6 februari 1983 i West Bloomfield Township, Michigan, är en amerikansk fotomodell och modedesigner. Hon blev känd år 2006 då hon var med i den sjunde säsongen av America's Next Top Model där hon kom på en andraplats efter vinnaren CariDee English. Melrose är mest känd för dramat som hon medförde till modellhuset när hon grälade med sin rival Monique. 